# Premio Pessoa
El Premio Pessoa es un premio portugués creado en 1987 por el periódico Expresso y por la empresa Unisys. Es concedido anualmente a la persona o personas, de nacionalidad portuguesa, que durante ese período y anteriormente, haya sobresalido en el campo científico, artístico o literario.

## Premiados
- 1987,  José Mattoso, historiador, medievalista y profesor universitario.
- 1988,  António Ramos Rosa, poeta.
- 1989,  Maria João Pires, pianista.
- 1990,  Maria Inês Ribeiro da Fonseca, pintora.
- 1991,  Cláudio Torres, arqueólogo.
- 1992,  António Damásio y Hanna Damásio, investigadores neurocientíficos
- 1993,  Fernando Gil, filósofo y poeta.
- 1994,  Herberto Helder, poeta - rechazó el premio.
- 1995,  Vasco Graça Moura, ensayista.
- 1996,  João Lobo Antunes, neurocirujano.
- 1997,  José Cardoso Pires, escritor.
- 1998,  Eduardo Souto de Moura, arquitecto.
- 1999,  Manuel Alegre, poeta, y José Manuel Rodrigues, fotógrafo.
- 2000,  Emmanuel Nunes, compositor.
- 2001,  João Bénard da Costa, presidente de la Cinemateca Portuguesa e historiador de cine.
- 2002,  Manuel Sobrinho Simões, investigador.
- 2003,  José Gomes Canotilho, constitucionalista.
- 2004,  Mário Cláudio, escritor.
- 2005,  Luís Miguel Cintra, actor y director.
- 2006,  António Câmara, profesor y fundador de la empresa de nuevas tecnologías YDreams.
- 2007,  Irene Flunser Pimentel, historiadora.
- 2008,  João Luís Carrilho da Graça, arquitecto.
- 2009,  Manuel Clemente, obispo católico.
- 2010,  Maria do Carmo Fonseca, científico
- 2011,  Eduardo Lourenço, ensayista.
- 2012,  Richard Zenith, escritor y traductor.
- 2013,  Maria Manuel Mota, científico.
- 2014,  Henrique Leitão, investigador en Historia
- 2015,  Rui Chafes, escultor.
- 2016,  Frederico Lourenço, escritor y traductor.
- 2017,  Manuel Aires Mateus, arquitecto.
- 2018,  Miguel Bastos Araújo, investigador y geógrafo.
- 2019,  Tiago Rodrigues, dramaturgo.
- 2020,  Elvira Fortunato, investigadora y profesora universitaria.